# 2 nowe izraelskie szekle wzór 2008
2 nowe izraelskie szekle – moneta o nominale dwóch nowych szekli wprowadzona do obiegu 9 grudnia 2007 roku, będąca monetą obiegową Państwa Izrael.
Decyzja o wprowadzeniu do biegu monety o nominale dwóch szekli była spowodowana tym, iż pojawiło się w gospodarce zapotrzebowanie na monetę pośrednią pomiędzy jednoszeklówką i pięcioszeklówką. Emisja miała ułatwić prowadzenie rozrachunków w dniu codziennym.

## Awers
Awers monety przedstawia dwa rogi obfitości, między którymi znajduje się owoc granatu. Nad owocem, u góry monety, widnieje herb Izraela. Po jego lewej i prawej stronie, od góry do połowy monety, wzdłuż obrzeża, wybito perły. Awers nawiązuje do monety wybijanej w okresie panowania Jana Hirkana I, na której rogi obfitości i owoc granatu, zgodnie z ówczesnym przekonaniem, symbolizować miały bogactwo. Symbolika ta była powszechna w epoce hellenistycznej.

## Rewers
Na rewersie znajduje się nominał monety, nazwa waluty w językach hebrajskim, arabskim i angielskim, rok wybicia wg kalendarza żydowskiego oraz nazwa państwa w językach angielskim, hebrajskim i arabskim. Górna połowa monety ozdobiona jest sznurem pereł, który znajduje się wzdłuż krawędzi.

## Nakład
Moneta wybijana była w Królewskiej Mennicy Holenderskiej (2008–2010) i Mennicy Fińskiej (2011). W przypadku kolejnych lat nie ma danych dotyczących ilości wybitych monet i mennic. Monety są wykonane z krążków stali niklowanej o średnicy 21,6 mm i masy 5,7 g.  
Mennice: Królewska Mennica Holenderska – Utrecht; Mennica Fińska – Vantaa.
| Rok emisji | Rok emisji     | Stop           | Średnica (mm) | Masa (g) | Stempel | Mennica                       | Nakład     | Nr Krause |
| ---------- | -------------- | -------------- | ------------- | -------- | ------- | ----------------------------- | ---------- | --------- |
| 2008       | 5768 - התשס''ח | stal niklowana | 21,6          | 5,7      | zwykły  | Królewska Mennica Holenderska | 22 700 000 | KM# 433   |
| 2009       | 5769 - התשס''ט | stal niklowana | 21,6          | 5,7      | zwykły  | Królewska Mennica Holenderska | 12 300 000 | KM# 433A  |
| 2010       | 5770 - התש''ע  | stal niklowana | 21,6          | 5,7      | zwykły  | Królewska Mennica Holenderska | 5 600 000  | KM# 433A  |
| 2011       | 5771 - התשע''א | stal niklowana | 21,6          | 5,7      | zwykły  | Mennica Fińska                | 9 200 000  | KM# 433A  |
| 2012       | 5772 - התשע''ב | stal niklowana | 21,6          | 5,7      | zwykły  | b.d.                          | b.d.       | KM# 433A  |
| 2017       | 5777 - התשע''ז | stal niklowana | 21,6          | 5,7      | zwykły  | b.d.                          | b.d.       | KM# 433A  |

## Emisje okolicznościowe

### Chanuka
W latach 2007–2010 dwuszeklówki były wybijane w serii obiegowych monet okolicznościowych z okazji Chanuki. Monety były wybijane stemplem zwykłym. Posiadały one znak mennicy - gwiazdę Dawida. Awersy nie różniły się wyglądem od awersów monet obiegowych tego okresu. Na legendzie rewersu, pod nominałem i nazwą waluty znalazła się mała chanukija, po jej lewej stronie napis w języku angielskim „HANUKKA”, a po prawej nazwa święta po hebrajsku „חנוכה”.
Mennica: Królewska Mennica Holenderska – Utrecht.
| Nominał | Rok emisji | Stop           | Średnica (mm) | Masa (g) | Stempel | Znak mennicy | Mennica                       | Nr Krause | Wizerunek   |
| ------- | ---------- | -------------- | ------------- | -------- | ------- | ------------ | ----------------------------- | --------- | ----------- |
| 2 ILS   | 2007–2010  | stal niklowana | 21,6          | 5,7      | zwykły  | ✡            | Królewska Mennica Holenderska | KM# 432   | AwersRewers |